# Diplusodon punctatus
Diplusodon punctatus är en fackelblomsväxtart som beskrevs av Johann Baptist Emanuel Pohl. Diplusodon punctatus ingår i släktet Diplusodon och familjen fackelblomsväxter. Utöver nominatformen finns också underarten D. p. dentatus.